# Golf de Gaillon
Le golf de Gaillon est un parcours de golf situé à Gaillon dans l'Eure, en Normandie. 

## Accès au golf
- Accès en train : gare de Gaillon - Aubevoye
- Accès en véhicule particulier : par l'A13, sortie  17 au point kilométrique 84, à Gaillon - Les Andelys et en suivre la direction